# بلارك
بلارك (بالإنجليزية: Plurk)‏ هو موقع شبكات اجتماعية أطلق في مايو 2008، يقدم الموقع خدمة تدوين مصغر تسمح لمستخدميه بإرسال تحديثات عن حالتهم بحد أقصى 140 حرف. يقارن بلارك مع موقع تويتر، الموقع الأكثر شهرة للتدوين المصغر. أكثر ما يميز بلارك هو الخط الزمني التفاعلي والسهل الاستخدام.

## الخصائص

### الخط الزمني
يستخدم بلارك خاصية تدعى 'الخط الزمني'، فعندما يزور أحدهم صفحة المسنخدم على بلارك فإنه يحصل على خط زمني فيه ما كتب المستخدم والوقت الذي كتبه فيه وذلك بتسلسل زمني. وبتحريك الخط الزمني إلى اليمين وإلى اليسار فإنه يشاهد الأحداث الأقدم والأحدث.

### المعبرات
يستخدم بلارك طريقة للتعبير أكثر عن حالة المستخدم، وذلك باستخدام أفعال باللغة الإنجليزية. حيث تظهر بشكل صناديق مختلفة الألوان.

## وصلات خارجية
- موقع بلارك